# 平背龍馬陸
平背龍馬陸（學名：Desmoxytes planata）為奇馬陸科下的一種馬陸。受到人類運輸的影響，牠們成為廣泛分布於泛熱帶界的物種。平背龍馬陸的原產地為安達曼群島，而後經由人類引入到泰國、塞席爾、爪哇島、斯里蘭卡、斐濟以及馬來半島。
平背龍馬陸的體節上具有粉紅色的棘。